# Fontaine-lès-Clerval
Fontaine-lès-Clerval é uma comuna francesa na região administrativa de Borgonha-Franco-Condado, no departamento de Doubs. Estende-se por uma área de 11,5 km². Em 2010 a comuna tinha 299 habitantes (densidade: 26 hab./km²).